# Laguna Blanca (Río Negro)
Laguna Blanca es una localidad del Departamento Pilcaniyeu, en la provincia de Río Negro, Argentina.
Se encuentra en la meseta patagónica, aislada de grandes centros urbanos. Se accede únicamente por la ruta provincial 67.

## Población
Contó con 102 habitantes (Indec, 2010), lo que representó un incremento del 50%  frente a los 68 habitantes (Indec, 2001) del censo anterior.
El censo 2022 arrojó 21 viviendas con una población estable de 37 habitantes en la comisión de fomento.
| Gráfica de evolución demográfica de Laguna Blanca entre 1991 y 2022 |
|                                                                     |
| Fuente: Censos nacionales del INDEC                                 |